# Laura Gröll
Laura Gröll (* 11. April 1998 in Lauf a. d. Pegnitz, Bayern) ist eine deutsche Leichtathletin, die sich auf den Hochsprung spezialisiert hat und auch im turnerisch-leichtathletischen Mehrkampf konkurrierte.

## Berufsweg
Gröll besuchte das Gymnasium Eckental und machte dort 2017 Abitur. Anschließend zog sie nach München und studiert seitdem Gesundheitswissenschaften an der Technischen Universität.

## Sportliche Karriere
Laura Gröll turnte von Kindheit an für den SC Eckenhaid und trat im Sechs- und Achtkampf, die je zur Hälfte aus turnerischen und leichtathletischen Disziplinen bestehen, bei regionalen und Deutschen Mehrkampfmeisterschaften an. Gleichzeitig betrieb sie die Leichtathletik mit ihrer Paradedisziplin Hochsprung viele Jahre bei der LG Eckental mit Heimatverein ASV Forth.
2016 konnte der SC Eckenhaid erstmals in seiner Geschichte ein Vereinsmitglied als Deutsche Meisterin beglückwünschen, denn im September hatte sich Gröll in Bruchsal den Titel in der Altersklasse 18–19 im Achtkampf geholt. Zuvor war sie in der Leichtathletiksaison bei den U20-Hallenmeisterschaften auf den 4. Platz gekommen und mit übersprungenen 1,80 Metern Deutsche U20-Vizemeisterin geworden.
2017 verbesserte Gröll zwei Mal den Bayerischen U20-Hallenrekord auf zuletzt 1,88 m. Mit 1,82 m wurde sie Deutsche U20-Hallenvizemeisterin. Aufgrund ihrer Leistung erhielt sie eine Einladung zum U20-Hallen-Länderkampf Deutschland-Frankreich-Italien in Halle (Saale), wo sie ihr Debüt im Nationaltrikot hatte und mit einem 2. Platz in der Einzelwertung zum Mannschaftssieg beitrug. In der Freiluftsaison holte Gröll jeweils Bronze bei den Deutschen Meisterschaften und den Deutschen U20-Meisterschaften. Im Herbst ging sie zum Studium nach München und wechselte kurz darauf auch den Verein. Ein langwieriger Mittelfußbruch verhinderte, dass Gröll nahtlos an ihre bisherigen Erfolge und Höhen anknüpfen konnte.
2018 hatte Gröll im Januar wieder Schmerzen im Fuß, die sie von einem Ermüdungsbruch im Jahr 2015 her kannte. Dennoch trat sie im Februar bei den Hochschulhallenmeisterschaften an und wurde in 1:56,26 min mit der zweiten Staffel der TU München Vizemeisterin. Im Hochsprung blieb Gröll jedoch ohne gültigen Versuch. Im Hochsprung blieb Gröll jedoch ohne gültigen Versuch. Infolge der Fußverletzung musste sie die Freiluftsaison anschließend nahezu komplett ausfallen lassen.
2019 ging sie im Mai bei den Hochschulmeisterschaften wieder an den Start und belegte mit 1,70 m den 9. Platz.
2020 sprang Gröll nach der langen Verletzungsphase seit Januar wieder in Serie über 1,80 Meter. Sie wurde Bayerische Hallenmeisterin und mit persönlicher Saisonbestleistung von 1,86 m Deutsche Hallenmeisterin.
Laura Gröll gehörte bis 2017/2018 zum Perspektivkader des Deutschen Leichtathletik-Verbandes (DLV) und 2018/2019 zum Nachwuchskader 1 U23. 2019/2020 war sie zunächst nicht mehr im Kader. Nach ihrem Erfolg bei der Hallen-DM nahm der DLV sie im März 2020 nachträglich wieder in den Nachwuchskader 1 U23 auf.

## Vereinszugehörigkeiten und Trainer
Gröll startet seit 2018 für die LG Stadtwerke München/USC München, wo sie bei Sebastian Kneifel trainiert. Zuvor war sie viele Jahre bei der LG Eckental/ASV Forth bei einem Trainerteam um Günter Ruppert. Parallel gehörte sie seit ihrer Kindheit dem SC Eckenhaid an.

## Bestwerte Hochsprung
(Stand: 6. Dezember 2020)

Leistungsentwicklung gem. World Athletics
| Jahr | Halle  | Freiluft |
| ---- | ------ | -------- |
| 2011 |        | 1,66 m   |
| 2012 |        | 1,66 m   |
| 2013 | 1,73 m | 1,75 m   |
| 2014 | 1,71 m | 1,72 m   |
| 2015 | 1,75 m | –        |
| 2016 | 1,82 m | 1,83 m   |
| 2017 | 1,88 m | 1,81 m   |
| 2018 | 1,78 m | 1,74 m   |
| 2019 | 1,73 m | 1,80 m   |
| 2020 | 1,86 m | 1,81 m   |

## Bestleistungen
(Stand: 25. Februar 2020)
Halle
- 60 m: 8,20 s, Fürth, 3. Dezember 2016
- 60 m Hürden: 8,89 s, Sindelfingen, 25. Februar 2017
- Weitsprung: 5,26 m, Fürth, 12. Januar 2014
- Hochsprung: 1,88 m, München, 21. Januar 2017

Freiluft
- 100 m Hürden: 14,52 s (+2,0 m/s), Augsburg, 23. Juli 2017
- Weitsprung: 5,52 m (±0,0 m/s), Augsburg, 23. Juli 2017
- Hochsprung: 1,83 m, Eppingen, 26. Mai 2016

Rekorde
- Hochsprung: 1,88 m Bayerischer U20-Hallenrekord, München, 21. Januar 2017

## Erfolge
national
- 2014: 9. Platz U18-Hallenmeisterschaften (Hochsprung)
- 2014: 6. Platz Deutsche U18-Meisterschaften (Hochsprung)
- 2016: 4. Platz U20-Hallenmeisterschaften (Hochsprung)
- 2016: Deutsche U20-Vizemeisterin (Hochsprung)
- 2016: Deutsche Mehrkampfmeisterin (Achtkampf)
- 2017: Deutsche U20-Hallenvizemeisterin (Hochsprung)
- 2017: 1. Platz U20-Hallen-Länderkampf (Mannschaft, 2. Platz einzel)
- 2017: 3. Platz Deutsche Meisterschaften (Hochsprung)
- 2017: 3. Platz Deutsche U20-Meisterschaften (Hochsprung)
- 2018: Deutsche Hochschulhallenvizemeisterin (Staffel)[9]
- 2019: 9. Platz Deutsche Hochschulmeisterschaften (Hochsprung)[10]
- 2020: Deutsche Hallenmeisterin (Hochsprung)

international
- 2017: 1. Platz U20-Hallen-Länderkampf (Mannschaft, 2. Platz einzel)